# پریا چالامپان
پریا چالامپان (به لاتین: Periya Chaalampan) یک منطقهٔ مسکونی در سری‌لانکا است که در استان شمالی (سری‌لانکا) واقع شده‌است.